# George Gilbert Scott
Ej att förväxla med sonsonen, Giles Gilbert Scott.
George Gilbert Scott, född 13 juli 1811 i Gawcott, Buckinghamshire, död 27 mars 1878 i London, var en engelsk arkitekt, far till botanikern Dukinfield Henry Scott.
Inspirerad av bland andra Pugin, blev Scott en av Englands främsta representanter för den nygotiska arkitekturen. Bland Scotts huvudverk räknas järnvägsstationen St Pancras i London (1868–1874), St Nikolaikirche i Hamburg (1844–1880, delvis förstörd 1944) och All Souls Haley Hill i Halifax i England (1855–1859).
Scott ligger begravd i Westminster Abbey i London.

## Bildgalleri

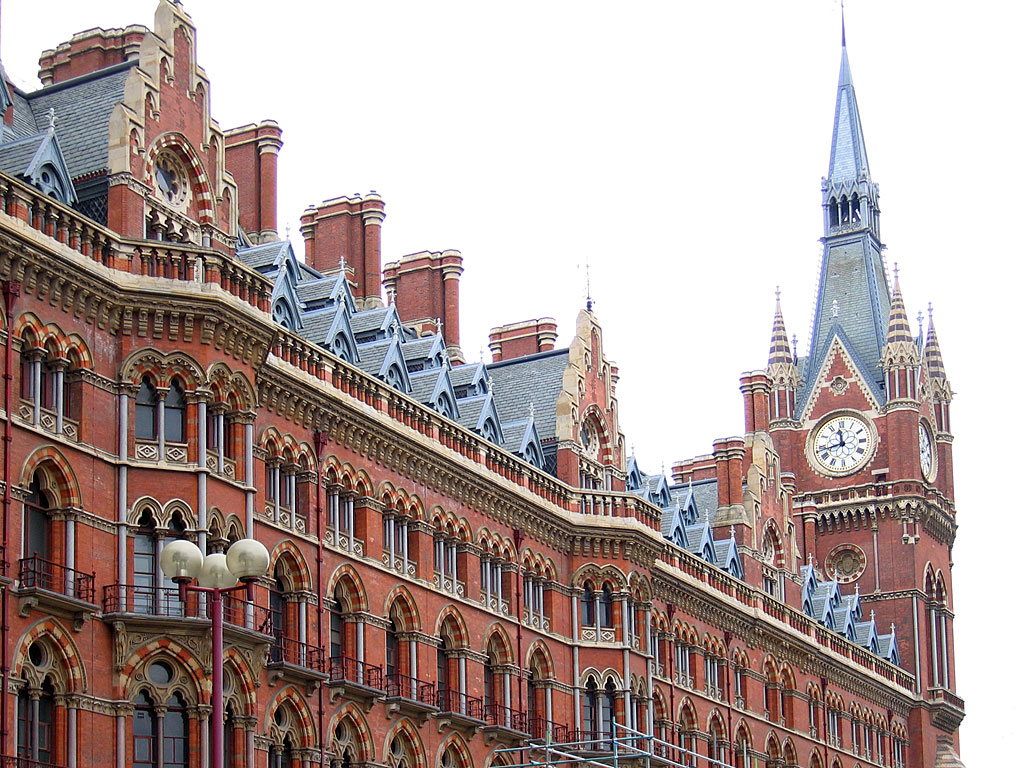
Järnvägsstationen St Pancras i London är ett av Scotts främsta verk.
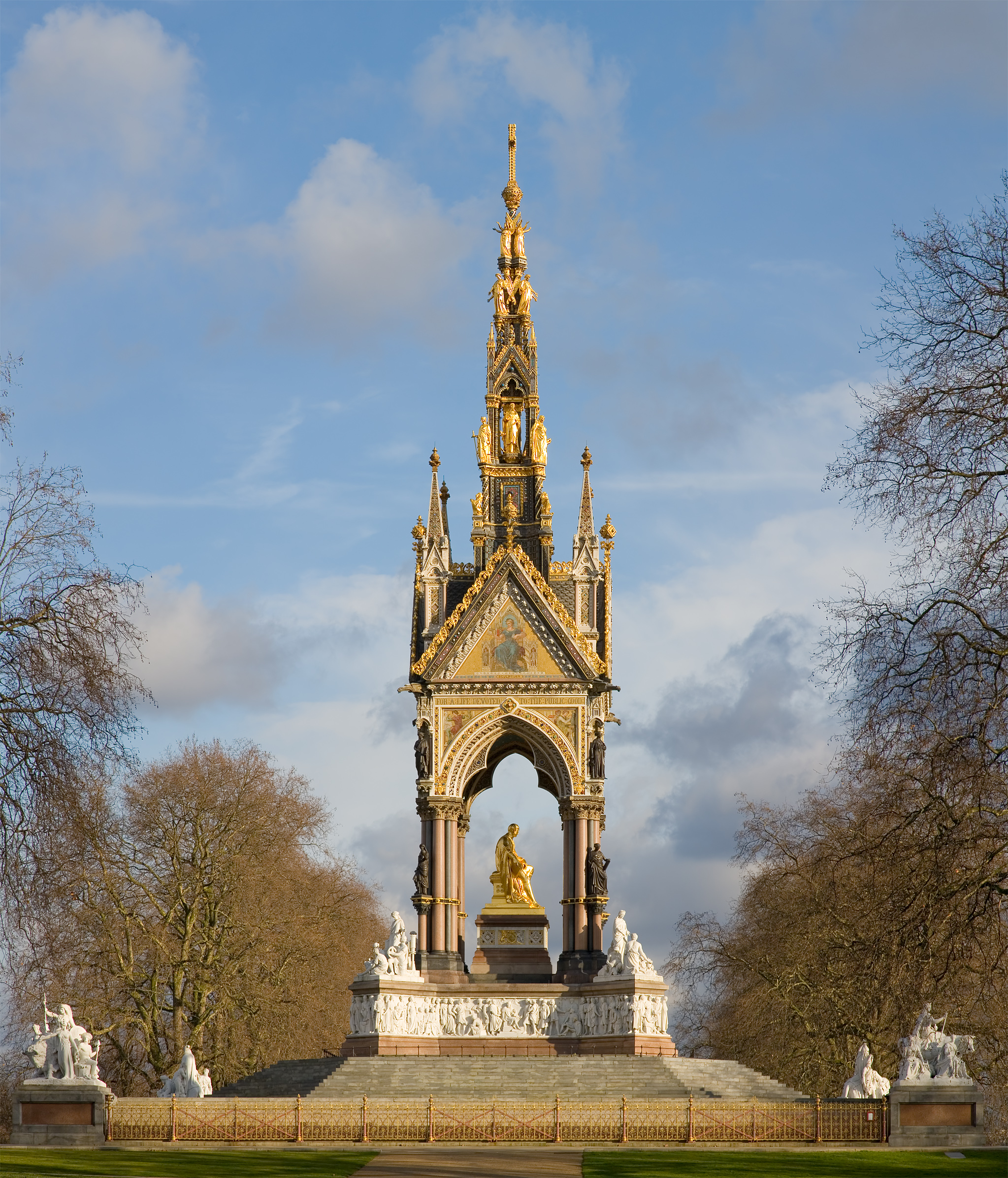
Albert Memorial i London Hyde Park, 1864–1876.
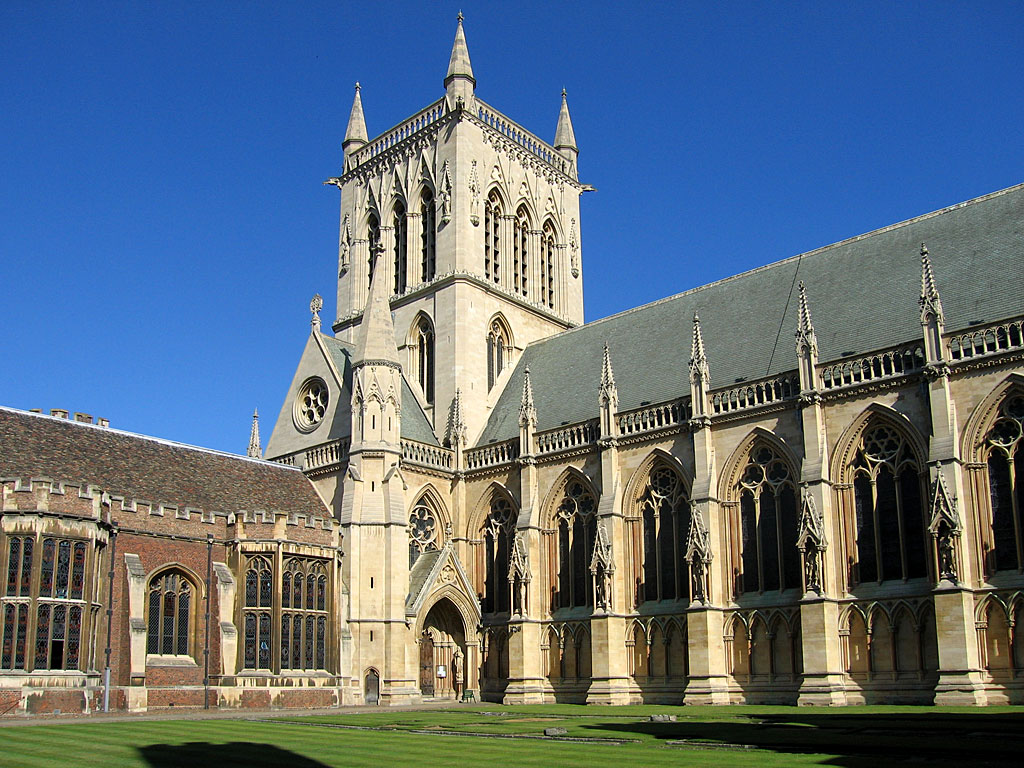
Kapell vid St John's College i Cambridge, typiskt för Scotts kyrkoarkitektur.
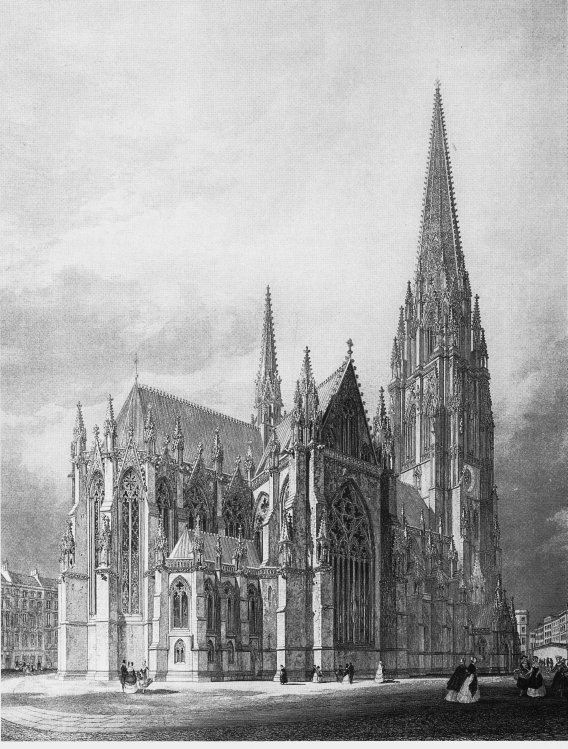
Förslag till Nikolaikirche i Hamburg 1846.